# Махинда Раджапакса
Махинда Раджапакса е политик от Шри Ланка.
Той е шестият президент на страната. В качеството му на държавен глава е главнокомандващ Въоръжените сили на Шри Ланка.
Адвокат по професия, профсъюзен активист, Раджапакса е избран в парламента на страната му през 1970 година. Бил е министър: на финансите, на отбраната, на правосъдието и реда, на пътищата (после: на пътищата, пристанищата и водния транспорт), на риболова и рибните ресурси, на труда
От 6 април 2004 г. до победата му на президентските избори (2005) е министър-председател. На 19 ноември 2005 г. полага клетва като президент за 6-годишен мандат. Преизбран е за президент на 27 януари 2010 г.
Махинда Раджапакса губи изборите през 2015 г. 